# Флоридсдорф (футбольный клуб)
«Флоридсдорфер Атлетикшпорт-Клуб» (нем. Floridsdorfer Athletiksport-Club (FAC) Wien) — австрийский футбольный клуб, основанный в 1904 году в районе Вены Флоридсдорф. В настоящее время выступает во Второй лиге Австрии.

## Лучшие бомбардиры чемпионата Австрии
- Леопольд Дойч: 1915 (12)[1]
- Карл Кербах: 1943 (31)

## Известные игроки
- Петер Платцер (1928—1931) — один из лучших голкиперов в истории австрийского футбола.
- Роберт Динст (1943—1949) — лучший бомбардир чемпионата Австрии — 321 гол.
- Эрнст Оцвирк (1944—1947) — лучший футболист мира 1952 по версии журнала «Франс футбол».
- Трифон Иванов (1998—2001) — провел за сборную в 1988—1998 годах 75 матчей, 8 голов.

## Достижения
- Чемпион Австрии: 1918
- Вице-чемпион Австрии: 1916, 1917, 1944
- Третий призер чемпионата Австрии: 1925, 1943
- Обладатель Кубка Австрии: 1918[2]

## Статистика

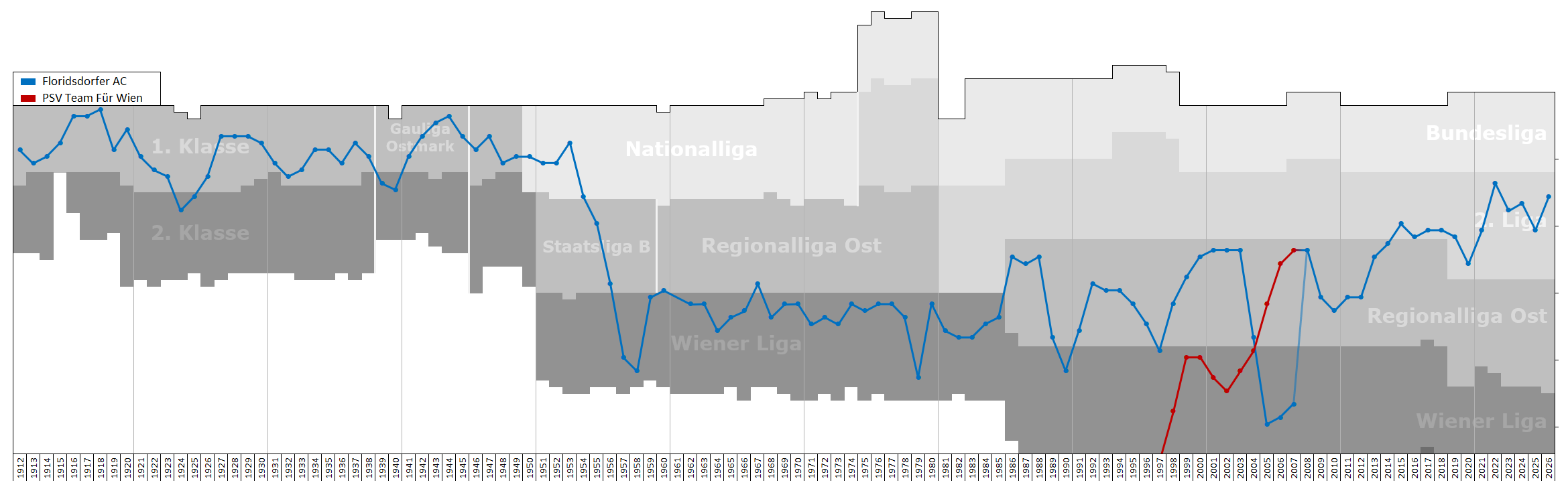
История выступлений клуба по лигам чемпионата Австрии

| Сезоны | Матчи | Победы | Ничьи | Поражения | Разница мячей | Очки |
| ------ | ----- | ------ | ----- | --------- | ------------- | ---- |
| 38     | 787   | 285    | 154   | 348       | 1630 — 1836   | 724  |